# Nabitenga (Ziniaré)
Pour les articles homonymes, voir Nabitenga.
Nabitenga est une commune rurale située dans le département de Ziniaré de la province de l'Oubritenga dans la région Plateau-Central au Burkina Faso.

## Géographie
Nabitenga se trouve à 5 km au nord-est de Ziniaré, le chef-lieu du département, et à 200 m de la route nationale 3.

## Santé et éducation
Le centre de soins le plus proche de Nabitenga est le centre de santé et de promotion sociale (CSPS) de Tibin tandis que le centre médical avec antenne chirurgicale (CMA) de la province se trouve à Ziniaré.